# Giacomantonio Tufano
Giacomantonio Tufano (Somma Vesuviana, 1º maggio 1969) è un ex cestista italiano.
È fratello minore della cestista Pina Tufano.

## Carriera
Prodotto del settore giovanile della Juvecaserta, ha debuttato in prima squadra nel corso della stagione 1986-87. La militanza nella formazione campana gli ha permesso di vincere la Coppa Italia 1988.
Nel 1989-90 è sceso per un anno in Serie A2 con il passaggio al Basket Rimini, parentesi che si chiuderà con la retrocessione dei romagnoli al termine di uno spareggio perso contro Cremona.
Rientrato a Caserta, ha fatto parte della rosa 1990-91 che ha conquistato il primo storico scudetto bianconero sotto la guida di Franco Marcelletti. Nel corso di questa stagione, Tufano ha giocato 24 delle 30 partite di regular season in cui è andato a referto, mettendo a segno 2,2 punti in 9,7 minuti (diventati 2,2 punti e 3,5 minuti nei play-off). A Caserta ha continuato a giocare fino al 1996, partendo anche in quintetto base durante gli ultimi tre anni di permanenza (in A1 nel 1993-1994 e in A2 nel biennio 1994-1996).
Nel 1996-97 si trasferisce in A1 all'Olimpia Pistoia, nell'unico anno in cui la squadra toscana ha partecipato alla Coppa Korać nel corso della sua storia. Tufano è tornato ad essere utilizzato prevalentemente dalla panchina, con 4,6 punti in 14,7 minuti.
Un anno più tardi Tufano ha iniziato il campionato a Reggio Emilia, società che aveva rilevato i due anni di contratto che gli rimanevano con Pistoia. La sua permanenza in Emilia però è stata decisamente breve, visto che il 12 ottobre 1997 era già in campo con la nuova canotta della Scandone Avellino con cui ha concluso la stagione. Gli irpini erano all'esordio assoluto in A2.
Nel 1998 è tornato a Pistoia per una seconda parentesi, terminata in anticipo. In questo caso, le partite in cui Tufano è andato a referto sono state 12 (in 8 di queste è sceso in campo). Poi, come era avvenuto l'anno prima a campionato in corso, la destinazione è stata Avellino. In Irpinia ha fatto parte della rosa che ha conquistato la prima promozione nella massima serie nella storia del club biancoverde, ritirandosi dall'attività agonistica dopo l'ultimo campionato di A1 disputato nel 2000-01.
Nella stagione 2002-03 è stato team manager della squadra avellinese.